# Mediatizare (feudalism)
În istoria Sfântului Imperiu Roman și a Confederației germane mediatizarea (în germană Mediatisierung) reprezintă procesul de pierdere a suveranității unui teritoriu (de cele mai multe ori de tip „enclavă”) prin integrarea acestuia într-un teritoriu mai mare. Stările imperiale cărora le aparțineau teritoriile mediatizate și-au pierdut imediatitatea imperială concomitent cu anexarea teritoriilor lor de către proprietarii de teritorii mai mari. Mediatizările cele mai semnificative au avut loc în 1803 prin Reichsdeputationshauptschluss și în 1806 prin crearea Confederației Rinului. În 1815 au fost stabilite prin lege privilegiile celor ale căror teritorii fuseseră mediatizate, privilegii care au existat până în 1918. Acest proces de reorganizare a teritoriilor germane este cunoscut în istorie și sub denumirea de „mediatizare germană”.
Prinții și conții care fuseseră înfeudați cu teritorii imperiale direct de împărat, erau subordonați numai acestuia. Odată cu mediatizarea ei au pierdut majoritatea privilegiilor datorate poziției lor față de împărat. După mediatizare ei au devenit subordonați direct noilor proprietari care le anexaseră teritoriile, dar și-au păstrat egalitatea rangului, căpătat prin naștere, cu noii lor suverani. Pe de altă parte, odată cu pierderea imediatității imperiale, ei au pierdut privilegiul de a putea apela la direct la instanța de judecată imperială.
La formarea Confederației Germane mediatizarea statelor mai mici a fost uneori dificilă. În special Adunarea Națională de la Frankfurt de pe 5 decembrie 1848 a fost solicitată să ia o hotărâre cu privire la necesitatea unei noi mediatizări, însă statele afectate au protestat și nu s-a găsit o majoritate politică pentru o mediatizarea statelor mici.
Astăzi prin mediatizare în dreptul internațional se înțelege reprezentarea intereselor actorilor interni de către stat ca subiect de drept internațional public.

## Evoluția mediatizării
Înainte de începutul secolului al XIX-lea, stările imperiale mai puternice au reușit ocazional să aducă domenii mai mici într-o situație de dependență, mai ales atunci când acestea aveau teritoriul inclus ca o enclavă într-un teritoriu mai mare. De exemplu, datoriile acumulate de comitatul Mansfeld au determinat mediatizarea acestuia de principatul electoral Saxonia și Arhiepiscopia de Magdeburg în 1580. După Războiul de 30 de ani alte principate au fost mediatizate.
În 1803 Reichsdeputationshauptschluss a însemnat mediatizarea multor domenii anterior parțial suverane, care și-au pierdut majoritatea privilegiilor - dar nu și egalitatea cu casele încă suverane - ca și privilegiului de a putea apela direct la curtea de justiție imperială. Unui număr de prinți și conți imperiali, care pierduseră teritorii pe malul stâng al Rinului în favoarea Franței, li s-au atribuit în compensație teritorii care anterior fuseseră feude imperiale directe.
Din cele 51 de orașe imperiale rămase, 45 au fost ulterior mediatizate și încorporate în principatele învecinate. Doar Augsburg, Nürnberg, Frankfurt pe Main, Bremen, Hamburg și Lübeck și-au păstrat statutul de orașe imperiale libere, dar cu drepturi diminuate. Din cele 300 de teritorii cu statut imperial și cele aproximativ 1400 fără statut imperial care existau în 1789, au rămas doar 39 de teritorii cu statut imperial. Augsburg și Nürnberg au fost mediatizate de Bavaria în 1805-1806. Odată cu crearea Confederației Rinului în 1806 aproape toți nobilii și conții imperiali au pierdut statutul de conducători.
Documentul de creare a Confederației Germane din 1815 a preluat reglementări din Legea Confederației Rinului, lăsând privilegiile speciale principilor mediatizați în calitate de stăpâni ai domeniilor. Privilegiile au fost valabile până la Revoluția din 1848 și parțial ulterior acesteia. Prinții și conții mediatizați erau egali ca rang cu casele conducătoare aparținând astfel înaltei nobilimi. După 1815 singurele orașe libere rămse au fost: Hamburg, Bremen, Lübeck și Frankfurt pe Main.
Articolul 26 al Legii Confederației Rinului prevedea că principii aveau suveranitate deplină în teritoriile lor adică dețineau dreptul de a emite legi, de a ridica oaste și dreptul jurisdicției supreme. Mediatizarea cavalerilor imperiali a fost implicită, aceștia pierzând în primă instanță dreptul de a apela la curtea de justiție imperială. 
Articolul 27 stipula privilegiile păstrate de principii afectați de mediatizare: proprietatea ca drept civil asupra domeniilor lor ca proprietate patrimonială sau privată, drepturile de suveran și drepturile feudale care în esență nu aparțin suveranității. Acestea includeau jurisdicția civilă și penală în raport cu cetățenii din clasa inferioară și mijlocie, jurisdicția forestieră și poliția, vânătoarea și pescuitul, mineritul și metalurgia, zeciuiala și alte drepturi similare, patronatul bisericilor și alte drepturi asemănătoare, precum și veniturile care decurgeau din aceste drepturi și privilegii (de exemplu amenzile care reprezenatu pedepse).
Principii mediatizați puteau vinde aceste drepturi, dar suveranul lor deținea întâietatea dreptului de cumpărare.
Interpretarea acestor reglementări a fost controversată din punct de vedere juridic. În timp ce principii Confederației Rinului au interpretat conceptul de suveranitate în sens larg, principii mediatizați și-au interpretat poziția ca fiind aceea de subordonare. În practică, cea din urmă nu s-a putut impune. Prin urmare, eforturile lor au vizat menținerea deschisă a poziției lor juridice concentrându-se în negocierile ulterioare pe aspectele economice.
Mediatizarea efectivă a avut loc prin ocuparea militară a zonelor mediatizate, de către trupele sau forțele de ordine ale principilor federali, cu permisiunea armatei franceze. Anexarea a fost oficializată prin brevete de posesie oficiale, iar funcționarii și locuitorii au fost nevoiți să depună jurământul față de noii lor conducători.
Viitorul rol al prinților mediatizați a fost stabilit parțial prin legi speciale (de exemplu în Regatul Bavariei prin Declarația din 19 martie 1806) și parțial prin înțelegeri încheiate cu cei mediatizați (ca în Ducatul Nassau).
Reglementările adoptate ulterior au fost relativ uniforme și împărțite în patru domenii care priveau:
1. drepturile personale de onoare ale familiilor nobiliare: ei au primit o poziție privilegiată în ce privește jurisdicția (puteau fi judecați doar de cei având același nivel cu ei), o formă de adresare care sublinia poziția lor, iar la moartea lor era dispus doliu de stat, supușii având obligația de a-i include în rugăciunea lor;
2. administrația bisericească: consistoriile mediatizaților au fost desființate, dar patronat a fost păstrat;
3. administrația locală: o mare parte din sarcinile administrative generale au revenit suveranilor, dar autoritățile acționau în principal în numele suveranului și al celor mediatizați. Mediatizații și-au păstrat propria Cameră de conturi pentru gestionarea domeniilor și drepturilor rămase;  celor mediatizați le-a fost permis să-și păstreze funcționarii, dacă aceștia juaru credință și noului suveran;
4. împărțirea veniturilor și a datoriilor: numărul și structura impozitelor care trebuiau plătite au fost extinse, însă erau inconsecvente, iar impozitele aplicate celor mediatizați erau diferite, după cum fuseseră generate de sarcini  față de noul suveran sau nu.

Ultimul dintre cele patru a cauzat foarte multe dispute între suverani și mediatizați.

## Case nobiliare mediatizate
Calendarul genealogic „Gotha”, astăzi numit „Manualul genealogic al nobilimii” (seria Case princiare), a stabilit diferite grupe de case nobiliare mediatizate. Luând ca referință una dintre ultimele ediții din timpul Imperiului German (1917), casele nobiliare erau împărțite în două grupe:
1. prinți conducători (până în 1917-1918) europeni (împreună cu toate ramurile ramurile familiei îndreptățite la succesiune), precum și casele princiare europene detronate la începutul secolului al XIX-lea (Première Partie – Généalogie des Maisons Souveraines);
2. prinți și conți nobili aparținând fostelor case imperiale, care deveniseră subordonați, dar își păstraseră statutul egal cu cel al caselor conducătoare (Deuxième Partie – Généalogie des Maisons seigneuriales médiatisées en Allemagne qui ont les droits d'égalité de naissance avec les maisons sovereignes).

Următoarele case nobiliare aparțineau încă în 1917-1918 celei de-a doua grupe:
- Arenberg
- Auersperg
- Bentheim
- Bentinck
- Castell
- Colloredo-Mannsfeld
- Croÿ
- Erbach
- Esterházy von Galántha
- Fürstenberg
- Fugger
- Giech
- Görtz
- Harrach
- Hohenlohe
- Isenburg mit Ysenburg
- Khevenhüller-Metsch
- Königsegg-Aulendorf
- Kuefstein
- Leiningen
- Leiningen-Westerburg
- Leyen
- Lobkowicz
- Löwenstein-Wertheim
- Looz und Corswarem
- Metternich-Winneburg
- Neipperg
- Oettingen
- Orsini-Rosenberg
- Ortenburg
- Pappenheim
- Platen-Hallermund
- Pückler-Limpurg
- Quadt-Wykradt-Isny
- Rechberg und Rothenlöwen
- Rechteren-Limpurg
- Rosenberg siehe Orsini-Rosenberg
- Salm
- Sayn und Wittgenstein
- Schaesberg
- Schlitz gen. von Görtz
- Schönborn
- Schönburg
- Schwarzenberg
- Solms
- Stadion
- Stolberg
- Thurn und Taxis
- Toerring
- Trauttmansdorff
- Waldbott von Bassenheim
- Waldburg
- Waldeck-Limpurg siehe Bentinck
- Wied
- Windisch-Graetz
- Wurmbrand-Stuppach
- Ysenburg siehe Isenburg